# Crodo
Crodo (piemontiul: Crò) település Olaszországban. Lakosainak száma 1442 fő (2024. december 31.). Crodo Baceno, Crevoladossola, Montecrestese, Premia és Varzo községekkel határos.

## Népesség
A település népességének változása:
| Lakosok száma | 1405 | 1400 | 1442 |
|               | 2017 | 2018 | 2024 |